# 음부신경얼기
음부신경얼기(pudendal plexus), 또는 음부신경총은 엉치신경으로 구성된 샅 부위의 신경얼기이다. 위치는 궁둥구멍근 아래쪽 경계와 꼬리근 앞면 쪽이다.
음부신경얼기를 구성하는 것은 주로 S2-S4 척수신경의 앞가지이다. 음부신경얼기의 S4에서 나온 가지는 S5와 꼬리신경얼기로 이어지고, 위쪽으로 뻗은 가지는 엉치신경얼기로 이어진다. 일부에서는 허리엉치신경얼기의 S2-S4 성분으로 간주한다.
일부 오래된 문헌에서는 꼬리신경얼기와 대략적으로 비슷하게 여기기도 한다.